# Amalfi
Amalfi és un municipi de la província de Salern, regió de Campània (Itàlia). El 1997 fou inscrit al Patrimoni de la Humanitat per la UNESCO.

## Geografia
Amalfi està situada al Golf de Salern, a la mar Tirrena. La Costa d'Amalfi, a la que dona nom, es compon principalment de penya-segats rocosos. La ciutat en si va ser construïda en els costats i el fons d'un barranc que s'obre cap al port i dominada pel Mont Cerreto (1.315 m).

## Història
La seva fundació és atribuïda als romans (al seu escut hi ha la inscripció Descendit ex patribus romanorum). Al segle ix es converteix en una de les Repúbliques Marítimes rivalitzant amb Pisa, Venècia i Gènova pel control de la mar Mediterrània.
El Còdex Maritim d'Amalfi, més conegut amb el nom de Tavole Amalfitane, va tenir una gran influència fins al segle xvii.
Amalfi assoleix la màxima esplendor al segle xi, després del qual va iniciar una ràpida pèrdua de poder: el 1131 va ser conquerida pels Normands i el 1135 i 1137 saquejada pels pisans. El 1343 un terratrèmol marí va destruir-ne el port i la ciutat baixa i ja no va recuperar mai més l'antiga esplendor.

## Monuments i dades d'interès
El més cèlebre monument, és la Catedral d'Amalfi dedicada a Sant Andreu (Duomo) que al cim d'una escalinata domina la Piazza del Duomo. La seua construcció fou iniciada al segle xi i s'anà completant amb molts afegits successius. Destaquen la imponent façana, les portes de bronze realitzades el 1066 a Constantinoble, pel bellíssim Chiostro del Paradiso i per la famosa escalinata. El seu interior està decorat en estil barroc tardà amb una nau central i dues naus laterals dividides per 20 columnes.
Particularment florent en la història de la ciutat, i encara viva en les dues úniques fàbriques de paper que han sobreviscut, és la indústria del paper, vinculada a la producció de la preuada Carta di Amalfi. A la ciutat es pot visitar el Museu del Paper d'Amalfi.
Altres monuments i llocs d'interès són el Chiostro del Paradiso, el Museu cívic d'Amalfi, el Museu Diocesà i la Valle dei Mulini (Vall dels molins).
Per tradició, cada any un equip di remers amalfitans participa en la regata de les Antigues Repúbliques Marítimes desafiant als equips de les tres ciutats homòlogues. La celebració d'aquesta regata és rotatòria.
Per un error d'interpretació d'un text llatí, el filòleg Giambattista Pio va sostenir que la brúixola havia estat inventada per l'amalfità Flavio Gioia. Al text en qüestió (Amalphi in Campania veteri magnetis usus inventus a Flavio traditur), s'entén que Gioia no fou l'inventor de la brúixola, sinó no més aviat qui va en difondre la notícia. Encara que sembla que els navegants amalfitans van estar entre els primers a utilitzar aquell instrument.

## Personatges il·lustres
- Gregori Strozzi.
- Antonio Tirabassi (1882-1947), musicòleg i organista.